# 福建协和大学
私立福建协和大学，简称福建协大，是20世纪上半叶建立于中国福州的一所教会大学，福建省第一所现代化大学，1916年至1951年实际办学35年。是今福建师范大学、福建农林大学的前身之一。

## 历史沿革
- 清宣统元年（1910年），英美差会在苏格兰召开的世界宣教会议，提出在福建成立基督教教会大学的计划 [5] 。
- 1911年3月，在福建传教的6个主要的美英差会：美国美以美会、美国公理会、美国归正会、英国圣公会、英国长老会和英国伦敦会联合成立“福建省基督教高等教育筹备会”。但随后不久，长老会和伦敦会便退出此会。

### 創校
- 1915年5月25日，由美国归正会、美以美会、公理会和英国圣公会等基督教四差会联合组成的”福建协和大学理事会“正式成立，并举行第一次会议。10月21日，“福建协和大学董事会”正式成立，首任董事长裨知益。董事会推举庄才伟为首任校长，确定中文校名为：“福建协和大学”。租用福州仓山南台观井路的旧俄商茶行为临时校舍。

- 1916年2月，福建协大正式开学，并从福州的英华书院、格致书院、三一书院和厦门的寻源书院处招收到原书院七、八年级学生共81名，其中基督徒72名。该次招生结束后，根据其4年学制的规定，54人被编入协大一年级，另外27人则被编入协大二年级。

- 1918年，正式确定英文校名为“Fukien Christian University”。6月18日，美国纽约州立大学授予福建协大临时特许证，准许和授权颁发该校学士学位。
- 1919年1月，美国罗氏基金会捐资助福建协大增设自然科学和医学教育学科及教学设施。10月，聘请建筑师对魁岐新校园进行规划设计。

- 1922年，学校迁入魁岐新校址，占地一千畝。
- 1923年，首任校长庄才伟因病辞职返美，高智出任第二任校长。

- 1925年，文學院、理學院校舍竣工。
- 1926年，确定校歌。
- 1927年，校董事会改组，新组成的校董事会董事15人，其中中国人10人，外国人5人。4月，校董事会接受第二任校长高智辞职，任命五人委员会接替校长主持校务，选举福建协大第二届毕业生林景润为第三任校长。[6]

### 私立福建协和学院
- 1931年，向中華民國教育部立案，由于只有文科和理科，不符合当时一般大学至少要有3个学院的规定，故仅准予改称“私立福建协和学院”。开始同时授予毕业生美国、国民政府教育部的毕业文凭与学位证书。

- 1936年，在福建省政府补助下，添设“农学”与“农业经济”两个学系，並開辦農業試驗場。

- 1937年，復設閩北農林試驗場於邵武，為福建作發展農林業之準備；停止颁发美国的毕业文凭与学位证书[2]。

- 1938年，抗日战争爆发，砲火已及福建，学院迁至邵武。

- 1940年，擴充農學系為農藝學系，與原有的農業經濟學系，成立農學院，並將文史學系擴充為中國文學系及歷史學系，數理學系改為物理學系，合成三學院十學系(其餘為外文、教育、化學、生物四學系)。文学院下设中国文学系、历史学系、外国语文学系、教育学系（附设实验小学）；理学院下设物理学系（附设工场）、化学系、生物学系；农学院下设农艺学系、园艺学系、农业经济学系（附设农业试验场）。

- 1941年5月25日，福建协大举行建校25周年纪念活动。[2]

### 私立福建协和大学
- 1942年4月6日，国民政府教育部批准自暑期起正式改名“私立福建协和大学”，并颁发“私立协和大学钤记”校印，10月16日正式启用。

- 1942年10月16日，福建协大“文学院”、“理学院”和“农学院”正式启用。

- 1944年，復將教育學系改為農業教育學系，划歸農學院。至此，全校共有3个学院11个学系。
- 1945年5月，日军撤离福州。福建协大于11月筹备复员迁回福州。[7]
- 1945年11月至1946年2月，第一批教学图书及仪器一千多箱运回福州魁歧。4月，第二批五千多件校具运回。
- 1946年5月1日，在福州魁歧重新开学。
- 1946年9月，美国南加州大学亚洲研究系主任陈锡恩受聘就任代理校长。
- 1948年，战后物质供应紧张、通货膨胀，为了维持正常教学活动，陈锡恩筹资解决物质供应问题，辞职赴美。
- 1948年，校董事会邀请福建神学院院长杨昌栋博士出任代理校长。10月，杨昌栋辞职。
- 1948年12月，由校政委员会主持校务，先后有林冠彬、郑德超、王调馨等担任委员会主席。
- 1950年，朝鲜战争开始后，美国宣布冻结中华人民共和国在美资金，福建协大的经费来源因此断绝。[2]

### 併校
- 1951年1月，中华人民共和国政府决定接办福建协大和华南女子文理学院两所教会大学，并将之合并成立为“福州大学”[註 1]。

- 1951年4月12日，福州大学在福建协大旧址魁岐正式成立。

- 1952年8月，福州大学农学院脱离本校，与厦门大学农学院合并为“福建农学院”（现福建农林大学），院址不变。

- 1953年9月，福州大学改名为“福建师范学院”。

- 1958年，在大跃进运动影响下，福建农学院迁址到福州西郊，原院址则改办工厂。同年，该院“森林系”被单独分出，以设立福建林学院。

- 1972年5月，学校改名为“福建师范大学”。

## 校歌
协和大学闽江东，世界潮流此汇通；高山苍苍，流水泱泱，灵境产英雄；萃文化，作明星，明星照四方。无远弗届，真理是超；乐群众于一堂兮，作世界大同之先声；协和协和，大德是钦！

## 校园
1919年，福建协和大学聘请美国建筑师亨利·墨菲为位于东郊9千米外的魁岐村的新校园进行规划设计。校园占地1000亩，背倚鼓山，面临闽江，数年间在山脚和山腰陆续建造了文学院、科学馆及大小30座校舍，建筑面积为16万平方米，主要建筑都采用中国古典大屋顶式样。如科学馆（Edwin C. Jones Memorial Science Hall）、文学院等。
2006年，魁岐原协和大学的建筑现存建筑达14座，其中具有中国古典风格的建筑7座，是福州现存最大的近代建筑群。如今，这些建筑有些闲置，有些则成了福州制药厂的厂房和工人宿舍。福建协和大学是过去的教会大学中唯一今天校园未作教育用途的。

## 办学规模
1932年，有教员42名，职员26名。抗战前学生有124人。1947年第一学期有教员63人，职员51人，学生587人，其中女生100人。图书135，857册。在该校任职的传教士和外籍人士先后不少于55人，包括11对夫妇，其中有20人服务10年以上，其中其中理学院创办人克立鹄在校任职30年。
1947年第一学期，有教员63人，职员51人。学生587人，其中女生100人。
设3院10系：
- 文学院：中国文学、历史学、外国语文学、教育学4系；
- 理学院：物理、化学、生物3系； 理学院的化学系和生物系均附设美国罗氏医社资助的医学预科课程，凡修毕医学预科1年者，可投考国内公私立医学院；修毕2年者，可投考湘雅医学院、圣约翰大学医学院、齐鲁大学医学院；修毕3年者可投考北平协和医学院；修毕医预4年者，参加统考及格后准予毕业并授予理学士学位。
- 农学院：农艺、园艺、农业经济3系。

办学35年共培养毕业生1300多人。有5名中国科学院院士来自该校：郑作新(鸟类学者)、林兰英(半导体物理学家)、黄维垣(有机化学)、唐仲璋(寄生虫专家)、唐崇惕(寄生虫专家)。

## 历任首长[9]

### 福建協和大學

#### 校长：
- 庄才伟（Edwin C. Jones）：1915年—1923年
- 高智（John Gowdy）：1923年—1927年
- 林景润：1927年—1929年2月

### 私立福建協和學院

#### 校长：
- 林景润：1929年2月—1942年3月

### 私立福建协和大学（1942）

#### 校长：
- 林景润：1942-1947.1
- 陈锡恩：1947.3-1947.6

#### 代理校长：
- 杨昌栋：1947.6-1948.12

#### 校政委员会主席：
- 林冠彬：1948.12-1949.2
- 郑德超：1949.2-1950.2
- 王调馨：1950.3-1951.2